# جلين ديفيز
جلين ديفيز (بالإنجليزية: Glyn Davies)‏ (31 مايو 1932 في المملكة المتحدة - 7 فبراير 2013 في المملكة المتحدة) هو مدرب كرة قدم ولاعب كرة قدم بريطاني في مركز الدفاع. لعب مع ديربي كاونتي وسوانزي سيتي ويوفل تاون.

## وصلات خارجية
- جلين ديفيز على موقع قاعدة بيانات كرة القدم.إي يو (الإنجليزية)